# Dragutin Pelikán
Dragutin Pelikán (* 28. ledna 1928 Praha) je český právní historik. Působil na právnické a filozofické fakultě UK, kde se věnoval marxismu-leninismu, a později právním dějinám, zejména ruským. Byl redaktorem sborníku Právněhistorické studie. Poté, co odsoudil v rámci tzv. Palachova týdne vstup sovětských vojsk, byl vyškrtnut z KSČ[zdroj⁠?!]. Pelikán byl od 11. listopadu 1976 evidován Státní bezpečností, jako kandidát tajné spolupráce, krycí jméno Drastík, evidenční číslo 13 228. Svazek byl zničen 20. 8. 1981, neboť se spolupráci navázat nepodařilo.[zdroj?]
Z manželství se známou právničkou Irenou Pelikánovou pochází synové Robert (* 1979) a Tomáš, oba též právníci. Z předchozího manželství má syny Jana (* 1959), historika a balkanistu, a Petra (* 1964), arabistu a bývalého honorárního konzula Súdánské republiky.

## Dílo
- Dějiny ruského práva. Praha : C. H. Beck, 2000. ISBN 80-7179-432-5
- Kapitoly z dějin státu a práva Ruska a SSSR. Praha : Karolinum, 1992. ISBN 80-7066-689-7 (společně s Karlem Václavem Malým)
- Dějiny státu a práva socialistických zemí. Určeno pro posl. fak. právnické. 1. [díl], Dějiny státu a práva SSSR. 1917–1945 / pod ved. Miloslava Doležala naps. Dragutin Pelikán … [et al.]
- Zemědělské zákony v revolučním procesu obnovy národního katastru půdy v Československu po roce 1945. Collectanea opusculorum ad iuris historiam spectantium Venceslao Vaněček septuagenario ab amicis discipulisque oblata. Praha: Univerzita Karlova, 1975., s. 301–329
- SMIRNOV, V. Význam nového zákona o práci v SSSR a zdroje jeho vzniku. Acta Universitatis Carolinae. Iuridica. 1971, s. 231–242. ISSN 0323-0619. (překlad)
- Vesnice Středočeského kraje na počátku socialistické přestavby zemědělství. In: Středočeský sborník historický, č. 10, 1975